# فرانچسکو ده بونیس
فرانچسکو ده بونیس (ایتالیایی: Francesco De Bonis؛ زادهٔ ۱۴ آوریل ۱۹۸۲) دوچرخه‌سوار اهل ایتالیا است. وی در مسابقات جیرو دیتالیا شرکت کرده است.